# Fresno (Tolima)
Pour les articles homonymes, voir Fresno.
Fresno est une municipalité colombienne située dans le département de Tolima.